# افي شوارتز
افي شوارتز (بالعبرية: אבי שורץ‏) هو رسام إسرائيلي، ولد في 1938 في بوخارست في رومانيا.

## وصلات خارجية
- الموقع الرسمي